# Miguel Cussó
Miguel Cussó Giralt (Barcellona, 1921 – 1987) è stato un fumettista, scrittore e sceneggiatore spagnolo.
Proveniente da una famiglia di artisti, era fratello di Miguel Bernet Toledano, in arte Jorge, e di Joan Bernet Toledano entrambi affermati fumettisti. Suo nipote è il grande disegnatore spagnolo Jordi Bernet.
Inizia la sua carriera nel 1948 scrivendo per suo fratello Jorge storie per la nota rivista Pulgarcito dell'Editorial Bruguera, dove pubblicherà anche i suoi primi romanzi. Nella sua carriera pubblicherà numerosi romanzi di diversi generi, soprattutto rosa e avventurosi, sotto vari pseudonimi come Michael Kuss e Sergio Duval. Nel 1958 intraprese anche una prolifica attività di sceneggiatore cinematografico.
Negli anni sessanta crea la serie western Poncho Yucatan realizzata graficamente da suo nipote Jordi Bernet. Sempre per i disegni del nipote crea, nel 1968, la serie  Dan Lacombe, pubblicata sulla rivista belga Spirou, e, nel 1974, la serie Andrax.
Collabora anche con il disegnatore Jesús Blasco alla serie Western I guerriglieri, pubblicata in Italia dall'Editoriale Cosmo.